# Namangana
Namangana là một chi bướm đêm thuộc họ Noctuidae. Hiện tại nó được coi là đồng nghĩa của Hecatera. Chi này có loài Namangana mirabilis, là loài đã được đổi tên thành Hecatera mirabilis.